# Крістіан Тельйо
Крістіа́н Те́льйо Ерре́ра (кат. Cristian Tello i Herrera, нар. 11 серпня 1991 року, Барселона, Каталонія, Іспанія) — іспанський футболіст, нападник збірної Іспанії та «Аль-Фатеху».

## Біографія
Крістіан Тельйо народився в каталонському місті Сабадель, що за 22 км від Барселони. 
На дитячому рівні почав грати з 11 років у клубі CF Can Rull, невдовзі перейшов до системи «Барселони», але був відданий в оренду в інший каталонський клуб, CF Damm.
У 2008 році, у 17-річному віці, підписав контракт із другим клубом міста Барселона, що виступає в іспанській Прімері, — «Еспаньйол». Зіграв 4 матчі за другу команду «Еспаньйолу» в третьому іспанському дивізіоні. 
2010 року Тельйо повернувся в ФК «Барселона», де почав виступати за другу команду.
За першу команду «Барси» дебютував 9 листопада 2011 року проти «Оспіталітета» в Кубку Іспанії, відіграв усі 90 хвилин. Хоча рахунок був 9:0 на користь «Барси», молодий нападник голом не відзначився.
У Ла Лізі Крістіан Тельйо дебютував 28 січня 2012 року у грі проти «Вільярреала» (0:0), замінивши на 75-й хвилині Адріано Коррейя.
Наступного тижня, 3 лютого, Тельйо забив свій перший м'яч за головний склад «Барселони». Це сталося в матчі на «Камп Ноу» проти команди «Реал Сосьєдад», на 8-й хвилині гри, після пасу Ліонеля Мессі. «Барса» виграла 2:1.
За молодіжну збірну Іспанії U19 Крістіан у 2003 році провів 3 матчі (голами не відзначався), за збірну U21 — 5 матчів 2011 року, забив 1 м'яч.

## Досягнення
«Барселона»
- Чемпіон Іспанії (2): 2010/11, 2012/13
- Переможець Ліги чемпіонів УЄФА (1): 2010/11
- Володар Суперкубка УЄФА (1): 2011
- Володар Кубка Іспанії (1): 2011/12
- Володар Суперкубка Іспанії (3): 2010, 2011, 2013
- Переможець клубного чемпіонату світу (1): 2011

«Реал Бетіс»
- Володар Кубка Іспанії (1): 2022

Збірна Іспанії
- Чемпіон Європи (U-21): 2013